# Giovanni Fortunato Zamboni
Giovanni Fortunato Zamboni, al secolo Giovanni Fortunato dei Conti Zamboni o più semplicemente Giovanni Zamboni (1756 – 1850), è stato un avvocato, presbitero e storico italiano della Chiesa cattolica. Fu anche monsignore, prelato domestico pontificio e canonico della Basilica Liberiana.

## Biografia
Fu difensore dell'insegnamento della morale e della dogmatica cattolica, anche rispetto all'esperienza della Encyclopédie francese. Dopo una prima attività nel 1800, si avvale della collaborazione di uomini-chiave della Curia Romana quali:  Settimio Costanzi segretario del cardinal Gerdil e prefetto della congregazione Prima Primaria del Collegio Romano, Giulio Gabrielli segretario della congregazione del Concilio, il napoletano Domenico Coppola segretario.. Nel 1801, sulle radici della precedente Accademia del Marcucci, fonda la Pontificia Accademia della Religione Cattolica (poi Università Gregoriana). Nello stesso anno, viene riconosciuto formalmente da papa Pio VII, e i papi successivi hanno continuato a dargli il loro sostegno.
La Pontificia Accademia teneva riunioni mensili per la discussione di vari punti della teologia dogmatica e morale, della filosofia, della storia, ecc. Le sue conferenze erano generalmente pubblicate in alcuni periodici, e un'edizione speciale era stampata per l'Accademia. Zamboni era direttore del direttore del Giornale degli Apologisti della Religione Cattolica.
Alcune di queste dissertazioni sono state stampate e formano una raccolta di più volumi intitolata "dissertazioni lette nella Pontificia Accademia Romana di religione cattolica".
L'Accademia aveva per censori onorari un certo numero di cardinali. Il Presidente dell'Accademia è anche un cardinale. Include promotori, censori, membri residenti e membri corrispondenti. Gestiva un premio annuale per i membri più assidui alle riunioni, ed ha sede nel Palazzo della Cancelleria Apostolica..
Corrispondente letterario di Antonio Rosmini di cui influenzò gli scritti pedagogici, Zamboni fu anche autore della Collectio declarationum Sacrae Congregationis Cardinalium Sacri Concilii Tridentini, 8 volumi raccolti in 4 tomi, Atrebati : Rousseau-Leroy, Roma, 1860.

## Attività fuori la Santa Sede
Lo scontro interno alla chiesa modenese fra il Clero, seguace delle massime tamburiniane, eibelliane e pistoiesi, disubbidiente ad un vescovo locale anziano e malato,, esplode nel 1814, con una denuncia contro il vescovo e gli uomini a lui vicini, inviata a Roma da giovani esponenti del clero cittadino. L'inchiesta messa in movimento da questo documento viene seguita dalla, in maniera molto dettagliata e analitica.
La Curia romana, inviando Giovanni Fortunato Zamboni, a Modena operò attivamente ad estirpare quanto rimaneva del giurisdizionalismo e del giansenismo del tardo Antico Regime: la lotta fra il gruppo intransigente e quello «giansenista» fu durissima, ma terminò con la netta affermazione del primo, in particolare nella facoltà teologica. Anche taluni giuristi, come il Cassiani, furono bersaglio di ostili manovre pontificie. Il caso più celebre fu quello di Rinaldo Scozia.

## Opere
- Saggi di memorie apologetiche della religione, Genova, Stamperia Casanara, 1826.
- Dialoghi sopra alla religione proposti ai candidati dell'Accademia di Religione Cattolica, tomi Ie II, Genova, Stamperia Casanara, 1847.
- Storia letteraria degli apologisti della religione tanto antichi che moderni, Genova, Stamperia Casamara, 1847.
- Breve trattato sopra lo studio della religione, Todi, da Raffaello Scalabrini, 1850.